# نادي ألساندريا
نادي ألساندريا (بالإيطالية: U.S. Alessandria Calcio 1912)‏ هو نادي كرة قدم إيطالي من أليساندريا، بييمونتي. تأسس الفريق الأول عام 1912. يلعب نادي ميسينا في الدوري الإيطالي 2009/2010 ، وقد كان آخر ظهور له في الدرجة A كان عام 1960. في موسم 2003/04 من الدرجة B للدوري الإيطالي، حل في المركز الرابع وصعد من بين ستة الفرق للدرجة A. ألوان الفريق هي الرصاصي فقط ولهذا يلقب بـ "Grigi" أي الرصاصي . أفضل فترة للفريق التي كانت بين عامي 1929 و1960 حيث لعب في الدوري الدرجة الأولى 13 مرة . ملعب الفريق هو إستاد جوزيبي موكاجاتا الذي بني عام 1927 والذي يسع 8182 شخص. يعتبر جاني ريفيرا من أبرز لاعبي الذين لعبوا للفريق الفريق .

## وصلات خارجية
- Official Site